# Programa de Incentivo à Redução do Setor Público Estadual na Atividade Bancária
Proes, ou Programa de Incentivo à Redução do Setor Público Estadual na Atividade Bancária, foi um programa econômico brasileiro elaborado pelo governo de Fernando Henrique Cardoso.
O programa foi voltado para os bancos públicos. Os bancos privados foram objeto do Proer (Programa de Estímulo à Reestruturação e ao Fortalecimento do Sistema Financeiro Nacional).

## Antecedentes Históricos
Em 1988 os bancos públicos tinham dez por cento dos ativos do sistema bancário. Havia 25 bancos comerciais, duas caixas econômicas, cinco bancos de desenvolvimento, e trinta duas empresas financeiras.
Em  decorrência direta da utilização política dos bancos estaduais nas eleições de 1982, a situação financeira dessas instituições tornou-se particularmente crítica a partir de 1983, motivando a necessidade de atuação pelo Banco Central, inicialmente, através de formulação de diversos programas de saneamento e de recuperação:
- O Programa de Apoio Creditício (PAC), conforme o Voto CMN 233/83, de 20.07.83, compreendeu a consolidação dos débitos dos bancos junto às autoridades monetárias (saques a descoberto no BB e empréstimos de liquidez no Bacen) e a rolagem, pelos bancos estaduais, à taxa favorecida, com utilização de recursos do compulsório, garantidos pelo Bacen. Os seguintes sete bancos estaduais se beneficiaram com o Programa, a saber: Banco do Estado de Alagoas, Banco do Estado do Ceará, Banco do Estado do Amazonas, Banco do Estado de Santa Catarina, Banco do Estado de Goiás, Banco do Estado do Rio de Janeiro e Banco do Estado do Pará.[2] Como a situação de iliquidez persistiu, basicamente como resultado da situação econômica dos estados controladores, o Governo decidiu alterar o PAC;
- O Programa de Recuperação Econômico-Financeira (PROREF), com os seguintes principais objetivos: (1) redução do quadro de pessoal; (2) fechamento de agências, segundo critérios de eficiência; (3) recapitalização dos bancos pelo Governo do estado; (4) reorganização administrativa para reduzir custos operacionais; (5) adoção de procedimentos para recuperar créditos e empréstimos em liquidação. De acordo com o Voto CMN 446/84, de 04.04.84, o PROREF consistiu em: (1) empréstimo de consolidação equivalente ao valor dos custos, penas e multas cobradas pelo Bacen, em face das deficiências apresentadas nas contas 'reservas bancárias'; (2) empréstimo de consolidação referente à diferença entre o montante dos débitos de cada instituição e as respectivas penalidades por ela incorrida. A instituição que cumprisse em cada semestre as metas estabelecidas em carta compromisso ficaria isenta do pagamento dos encargos financeiros pertinentes ao respectivo semestre. Ademais, se, ao final do contrato, a instituição tivesse atingido, no conjunto dos semestres, as metas fixadas pelo Banco Central, faria jus ao perdão da sua divida. Posteriormente, o Voto CMN 348/84, de 16.10.84, permitiu a inclusão no PROREF da possibilidade de perdão dos custos dos "empréstimos de liquidez". Foram beneficiados os Bancos dos Estados do Paraná, Banco do Estado de Santa Catarina, Banco do Estado do Rio de Janeiro, Banco do Estado de Minas Gerais, Banco do Estado do Ceará, Banco do Estado do Maranhão, Banco do Estado do Pará, Banco do Estado do Amazonas, Banco do Estado de Goiás, Banco do Estado do Rio Grande do Norte, Banco do Estado de Pernambuco, Banco do Estado de Alagoas, Banco do Estado da  Paraíba, Banco do Estado da Bahia e Banco do Estado de Mato Grosso. Dos bancos incluídos no PROREF, alguns eram considerados recuperáveis, enquanto outros necessitavam de capitalização pelos controladores. Para atender a este último caso, o Voto CMN 154/85, de 10.04.85, instituiu o empréstimo-ponte, com a finalidade de dar tempo para que os respectivos Governos Estaduais fizessem a captação de recursos externos ou capitalização. Em seguida, o Voto CMN 232/86, de 04.09.86, tentou aprimorar os mecanismos de penalização dos bancos estaduais que descumprissem as metas pactuadas no PAC e no PROREF.[2]

Entretanto, entre os bancos enquadrados nesses dois programas ao longo de 1985/86, poucos melhoraram substancialmente, enquanto a maioria não apresentou sinais de recuperação. Nesse período, os bancos estaduais frequentemente apresentavam reservas bancárias descobertas, cuja situação se agravava com a aplicação de multas e penalidades pertinentes. Os saques a descoberto, de uma certa maneira, eram considerados como prática comum dos estados em resposta à centralização fiscal e tributária do Governo Federal.
Em 25 de fevereiro de 1987, de acordo com o Decreto Lei n‘ 2321, o Banco Central assumiu a administração especial temporária de cinco bancos comerciais estaduais. Estes bancos foram os dos Banco do Estado do Rio de Janeiro, Banco do Estado do Ceará, Banco do Estado do Santa Catarina, Banco do Estado do Mato Grosso e Banco do Estado do Maranhão. Posteriormente, foram acrescidos o Banco do Estado da Bahia, o Credireal de Minas Gerais, a Caixa Econômica Estadual de Minas Gerais, o Banco do Estado do Pará e o Banco do Estado do Acre. O volume de recursos aplicados nessas instituições, que passaram pelo regime de administração especial temporária, atingiu a cifra de CrS 781 bilhões,atualizados para 30.06.91. As dívidas dos bancos foram assumidas pelos respectivos governos, não permanecendo dívidas das instituições bancárias para com o Bacen. O Banco do Estado do Rio de Janeiro foi responsável por mais da metade desta divida, ou seja Cr$ 422 bilhões. Seguem-se, pela ordem, os seguintes bancos com as respectivas dívidas assumidas pelo governo local, em CrS bilhões: Banco do Estado do Ceará (69,5), Besc (64,7), Banpará (50,1), Credireal (43,7), Minascaixa (41,8), Maranhão (31,7), Bahia (30,3), Mato Grosso (24,3) e Acre (3,5). 
- Por volta de 1988, foi lançado o PROES - Programa de Incentivo à Redução do Setor Público Estadual na Atividade Bancária, começando por um debate interno sobre a necessidade de se corrigirem distorções de mercado e serem socializados os ganhos decorrentes das transferências inflacionárias. Também se mencionava que, na ausência de bancos estaduais, boa parte dos municípios brasileiros não seria atendida pela rede bancária [3] (o que de fato aconteceu e atualmente tenta-se suprir com a atuação das Cooperativas de Crédito).  Os críticos desses argumentos afirmavam que as diferenças entre o retorno social e o retorno privado de projetos seriam melhor equacionadas através de esquemas de incentivos e desincentivos, tais como subsídios ou impostos indiretos, que levassem à solução dos problemas pelo sistema financeiro privado.  A socialização das transferências inflacionárias poderia ser conseguida taxando-se diretamente as instituições financeiras por meio de impostos sobre o lucro ou de depósitos compulsórios. Além disso, pressupunha-se  que nos municípios de baixa renda, onde a colocação de agências bancárias não é rentável, a captação de poupança e os pagamentos em outras praças poderiam ser feitos nos postos dos Correios. O principal argumento contrário aos Bancos Públicos Estaduais, contudo, referia-se ao tipo de relacionamento que essas instituições costumavam ter com seus controladores e com o governo federal, onde, eram poucas as restrições ao volume de financiamentos que os governos estaduais podiam obter de seus bancos estaduais. Apesar da existência de limites legais sobre os empréstimos que as instituições financeiras podiam fazer para seus controladores, tal restrição não costumava ser respeitada no caso dos bancos estaduais. Assim, o abuso no endividamento terminava por levar a uma situação em que os fluxos de caixa dos estados se tornavam insuficientes para atender aos serviços da dívida. Com os estados ficando inadimplentes, seus bancos acabavam tendo problemas de liquidez. Nesse caso, as pressões políticas dos governadores faziam com que o Banco Central fosse chamado a socorrer essas instituições, oficialmente, através do redesconto ou de um empréstimo de liquidez ou, por via indireta, injetando liquidez no mercado. Como consequência, havia emissão de moeda, dificultando a condução da política monetária e a estabilização da economia.[3]

Posteriormente, em função do aprofundamento da deterioração financeira dessas instituições, tornou-se imprescindível a recorrência a instrumentos mais rigorosos, como intervenção, regime de administração especial temporária e liquidação extrajudicial:
Em novembro de I988, o Banco Central decretou a liquidação extrajudicial do Banco do Estado de Alagoas (PRODUBAN), cujo processo foi transformado em regime especial de administração temporária em setembro de 1989, permanecendo nesta condição até setembro de 1991, quando foi suspensa. O  Banco do Estado de Alagoas (PRODUBAN) voltou ao controle do governo de Alagoas que assumiu a divida do banco junto ao Bacen, no montante de CrS 11,7bilhões. O prazo de pagamento da divida é de dez anos, com custo de 6% ao ano, mais taxa referenciai. Para assumir a dívida e reabrir o banco, o Governo de Alagoas usou, como garantia, seus três mil imóveis, além da receita de arrecadação.
Em setembro de 1990, o Banco Central decretou a liquidação extrajudicial dos Bancos dos Estados da Paraíba, Banco do Estado do Rio Grande do Norte, Banco do Estado do Piauí, e Caixa Econômica do Estado de Goiás (Caixego). Posteriormente, em março de 1991, foi decidida, também, a liquidação da Caixa Econômica do Estado de Minas Gerais (Minascaixa).  De acordo com a Lei n‘ 8388, que trata da rolagem da dívida dos estados, está contemplada a suspensão da liquidação extrajudicial dos três bancos estaduais, no bojo de uma ampla renegociação das dividas dos governos estaduais com a União.
Em abril de 1991, o Banco Central foi autorizado pela Resolução n“ 1813, a emitir LBC e vendê-las às instituições financeiras estaduais, tendo como garantia as LFTE em carteira destas instituições. A medida consistiu na substituição temporária de títulos estaduais, que vinham sendo financiados no mercado pelas respectivas instituições financeiras oficiais, com grandes dificuldades, isto é, a taxas bem superiores àquelas observadas para os títulos federais, por papéis de emissão do Banco Central. Sete instituições financeiras estaduais participaram dessa troca de títulos com o Banco Central, com o seguinte saldo de LBC, em Cr$ bilhões, em posição de 21.10.91: - Banespa (SP) 141,4 - Banerj (RJ) 69,8 - Benrisul (RS) 69,6 - Credireal (MG) 56,6 - Banco do Estado da Bahia (BA) 28,5 - Besc (SC) 17,2 - Bemge (MG) 7,9 , totalizando  em moeda da época  Crí 391,0 Bilhões.
Em outubro de 1991, o Banco Central decretou intervenção na administração do Banco do Estado de Pernambuco (Bandepe), constituindo uma diretoria composta por representantes da Caixa Econômica Federal, Banco do Brasil e Banco Central. A crise do Bandepe, que no primeiro semestre de 1991, fechou com um prejuízo expressivo, estava levando o banco para uma liquidação ou para uma dolorosa política de saneamento. As dívidas dos usineiros e do setor hoteleiro, em atraso no Bandepe, eram as mais significativas. O Bandepe tem recorrido, diariamente, a um empréstimo de Cr$ 24 bilhões, de outubro de 1991, colocado em disponibilidade pelo Banco Central para fechamento de caixa. A Caixa Econômica Federal, por sua vez, assumiu a transferência de uma dívida de Crí 35 bilhões, de outubro de 1991, da Companhia de Saneamento do Estado e outra de Crí 14 bilhões da Cohab, das quais o banco do estado era agente financeiro. A Caixa Econômica Federal também se dispôs a receber em cédulas hipotecárias, no valor de até CrS 38 bilhões ( mês de outubro), pagamentos das dívidas do Governo de Pernambuco junto à instituição. 
Impacto Expansionista das Insuficiências de Reservas e Empréstimos de Liquidez até 1991:
O impacto expansionista que as operações de empréstimos de liquidez e insuficiência de reservas exerceram sobre a expansão monetária nos últimos anos, decorrente, principalmente, do descontrole das instituições financeiras estaduais representavam 89% e 12,5% da variação da base monetária, respectivamente, no terceiro e quarto trimestres de 1990. O impacto expansionista mais expressivo ocorreu no primeiro trimestre de 1991, quando atingiu 111% da variação da base, como resultado da dificuldade de financiamento no mercado de títulos estaduais e municipais. Esse percentual se reduz para 6,2% no segundo semestre, em decorrência da Resolução n" 1813, do Bacen, que possibilitou às instituições financeiras oficiais substituírem, temporariamente, a carteira de títulos estaduais por LBC, o que favoreceu o seu financiamento no mercado.
- Insuficiência de Reservas Bancárias:

Os principais componentes dessas aplicações não resultaram de empréstimo direto, mas da manutenção de níveis de reserva bancária, abaixo das exigidas legalmente.Os bancos estaduais que tiveram decretadas as suas liquidações pelo Banco Central, a partir de 1988, atuaram com insuficiência de reserva, no período que antecedeu o ato de liquidação. Dessa forma, o Banco do Estado de Alagoas (PRODUBAN) operou em novembro/88, véspera da liquidação, com insuficiência da reserva, no montante de CrS 1,8 bilhão, a preços de junho/91. A reserva permaneceu a descoberto junto ao Banco Central até fevereiro de 1989, quando a liquidação foi transformada em regime especial de administração temporária. No caso dos banco do estado da Paraíba, Banco do Estado do Rio Grande do Norte, Banco do Estado do Piaui e da Caixa Econômica do Estado de Goiás (Caixego), que tiveram suas liquidações decretadas em setembro/90, os montantes de reservas negativas eram de, respectivamente, Crí 14,7 bilhões, CrS 0,7 bilhão, CrS 3,1 bilhões e CrS 8,3 bilhões, valores a preços de junho/91. O Banco do Estado do Piauí já vinha operando com insuficiência de reserva bancária desae novembro/88. A Caixa Econômica de Minas Gerais ao ser liquidada em março de 1991, apresentava reserva negativa de CrS 52 bilhões (em média), a preços de 1991.
Durante o período 1988/91, vários bancos estaduais fizeram uso sistemático dos empréstimos de liquidez junto ao Banco Central, para realizarem suas operações ativas. Dentre eles, cabe destacar os seguintes: 
-  Banco de Crédito Real de Minas Gerais (CREDIREAL), que fez uso contínuo dessa linha de financiamento de dezembro de 1988 a agosto de 1989, tendo atingido uma média mensal de CrS 7,2 bilhões, a preços de junho/91; 
- Banco do Estado do Rio de Janeiro, que utilizou intensamente essa fonte de recursos no decorrer do período setembro, novembro/dezembro de 1990 e de janeiro a março de 1991, sendo o fluxo médio mensal de Cr$ 24,2 bilhões e Cr$ 33,1 bilhões, respectivamente, a preços de junho/91; 
- Nossa Caixa - nosso Banco, do Estado de São Paulo, por sua vez, registrou um fluxo médio mensal de CrS 178,5 bilhões (a preços de junho/91) nos meses de fevereiro/março de 1991, tendo se utilizado desse tipo de empréstimo também nos meses de julho/90 e janeiro e abril de 1991; 
- Banco do Estado de Pernambuco esteve durante um longo período se financiando junto ao Bacen, ou seja, no decorrer de outubro/90 a abril/91, tendo o fluxo mensal atingido o pico de CrS 7,4 bilhões em abril/91, a preços de jun/91;
- Caixa Econômica de Minas Gerais, em processo de liquidação extrajudicial desde março de 1991, permaneceu devedora junto ao Bacen de julho a dezembro de 1990, registrando um fluxo médio mensal de Cr$ 17,4 bilhões, no período, a preços de julho/91.
Durante o período de junho/88 a dezembro/90, 63% a 81% do total das operações de crédito dos bancos múltiplos e comerciais estaduais foi aplicado junto ao setor público não financeiro, comportamento completamente diferente dos bancos múltiplos privados, que aplicaram, no mesmo período, 2% a 5% no setor governo (federal, estadual e municipal), denotando uma diferença importante entre os bancos dos setores privado e público. Do total do crédito aplicado pelos bancos múltiplos e comerciais estaduais junto ao setor público, entre 82% e 89% foi destinado aos próprios governos estaduais, indicando  que aumentaram o crédito para financiar o déficit dos respectivos orçamentos estaduais. Dessa forma, os empréstimos dos bancos múltiplos e comerciais estaduais, como percentagem do crédito total para o setor público estadual, são consistentemente crescentes. Assim, o crédito aos tesouros estaduais passa de 50% do total em junho/88, para 60% em dezembro/90. Isso demonstra que os bancos estaduais estavam sendo usados, largamente, para financiar a administração geral de seus respectivos estados. 
O desequilíbrio financeiro dos bancos estaduais decorre, basicamente, do excesso de concentração de suas aplicações em empréstimos junto ao setor público, na sua maior parte, no próprio governo do estado. Isso configura não somente desvio do objetivo original de estimular o setor produtivo, mas também contribui para a sua deterioração financeira, à medida que o indice de inadimplência dos devedores do setor público é elevado. Como agravante, os empréstimos ao próprio controlador transgridem, frontalmente, o artigo 34, da Lei 4595/64, cuja determinação é referendada pelos projetos em estudo, para a regulamentação do novo Sistema Financeiro Nacional, nos termos do artigo 192, da Constituição. Comportamentos dispares se verificam em relação à participação de créditos em atraso e em liquidação dos bancos estaduais e particulares. No periodo de junho/88 a dez/90, a relação créditos em atraso e em liquidação sobre o crédito total dos bancos estaduais situa-se em 8,5% em junho/88, passa por 4% em dez/88 e volta a 8% em dez/90. No mesmo período, os bancos múltiplos privados nacionais apresentaram o seguinte comportamento em termos da inadimplência: 3,5% em junho/88, que passa para 2,2% em dez/81 e atinge o pico em dez/90, 6,5%, percentuais inferiores aos dos bancos estaduais nas mesmas datas.

## Contexto econômico
Em 1988 os bancos públicos tinham dez por cento dos ativos do sistema bancário. Havia 25 bancos comerciais, duas caixas econômicas, cinco bancos de desenvolvimento, e trinta duas empresas financeiras.
Com a estabilização da moeda, com o Plano Real, muitas instituições financeiras que dependiam de ganhos inflacionários tiveram dificuldades em manter suas operações.
O fim do float (lucro inflacionário) teve um impacto negativo tanto nos bancos privados como nos bancos públicos. Entre 1990 e 1994, o float correspondeu a 26 por cento do lucros dos banco privados e 50 por cento dos lucros dos banco públicos.
Para a reestruturação dos bancos privados a resposta do governo foi o Proer. Por conta de questões políticas relacionadas ao controle dos banco públicos, um outro programa foi elaborado, o Proes.

### Intervenção no Banespa e Banerj
Antes mesmo da criação do Proes, dois bancos públicos sofreram intervenção. Aproveitando o final dos mandados dos governadores de São Paulo e Rio de Janeiro Luís António Fleury e Leonel Brizola, o Banco Central decretou intervenção nos bancos públicos Banespa e Banerj em 30 de dezembro de 1994.
Outros bancos menores seguiram: Produban em 23 de janeiro de 1995, Bemat em 6 de fevereiro de 1995 e Beron em 20 de fevereiro de 1995.

## Implementação do programa
Em 7 de agosto de 1996 foi anunciada a medida provisória 1514 que criou o Proes. O programa dava uma escolha aos estados. O governo federal financiaria a totalidade da dívida somente se o estado abrisse mão do controle do banco, ou o liquidasse. Caso contrário o financiamento seria só da metade dívida.
Entre os bancos que foram liquidados ou extintos estão: Banacre (Acre), Banap (Amapá), Bandern (Rio Grande do Norte), Banroraima (Roraima), Bemat (Mato Grosso), Beron (Rondônia), Rondonpoup (Rondônia), Caixego (Goias), Minascaixa (Minas Gerais), Produban (Alagoas), Badesc (Santa Catarina), Bandes (Espírito Santo), BDGoiás (Goias), e Desembanco (Bahia).
Entre os bancos que foram privatizados enquanto controlados pelos estados estão: Bandepe (Pernambuco), Baneb (Bahia), Banerj (Rio de Janeiro), Banestado (Parana), Banco do Paraná, Bemge (Minas Gerais), Credireal (Minas Gerais), e Paraiban (Paraíba).
Entre os bancos que foram privatizados enquanto controlados pela União estão: Banespa (São Paulo), Banescor, BEA (Amazonia) e BEG (Goias).
Entre os bancos que optaram pelo "saneamento" sem abrir mão do control acionário estão: Banese (Sergipe), Banestes (Espírito Santo), Banpará (Para), Banrisul (Rio Grande do Sul), Nossa Caixa (São Paulo), BDMG (Minas Gerais), BEC (Ceará), BEM (Maranhão), BEP (Piauí), e BESC (Santa Catarina).

### Banespa
Em dezembro de 1997 o controle acionário do Banespa passou para o governo federal em troca do financiamento da dívida. Em novembro de 2000 o banco foi vendido para o Santander.

### Banerj
Em janeiro de 1997, pela complexidade dos trabalhos do regime de administração especial temporária (Raet) do Banerj, o Banco Central contratou via licitação o Banco Bozano Simonsen. Em 26 de junho de 1997 o Banerj foi vendido para o banco Itaú.

## Controvérsias

### CPI do Banespa
Em 1999 foi requerida pele deputado Luiz Antonio Fleury a instalação de uma comissão parlamentar de inquérito para "investigar várias irregularidades praticadas durante a vigência do Regime de Administração Especial Temporária (RAET) no Banespa." O relatório final dessa CPI foi publicado em 11 de junho de 2002.